# Ponneri
Ponneri (Tamil: பொன்னேரி Poṉṉēri [ˈponːeːɾi]) ist eine Stadt im indischen Bundesstaat Tamil Nadu mit rund 31.000 Einwohnern (Volkszählung 2011).
Ponneri liegt rund 40 Kilometer nördlich von Chennai (Madras) im Distrikt Tiruvallur am Fluss Arani Nadi im Hinterland der Küste des Golfs von Bengalen. Die Grenze zum Nachbarbundesstaat Andhra Pradesh ist rund 24 Kilometer entfernt. Ponneri ist Hauptort des Taluks Ponneri.
Ponneri liegt an der Eisenbahnstrecke von Chennai nach Nellore und wird von der nördlichen Linie der Chennaier Vorortbahn (Chennai Suburban Railway) bedient. Die nationale Fernstraße NH 5, der von Chennai aus parallel zur Ostküste nach Norden verläuft, führt rund sechs Kilometer westlich an Ponneri vorbei.
89 Prozent der Einwohner Ponneris sind Hindus, 6 Prozent sind Muslime und 4 Prozent Christen. Die Hauptsprache ist, wie in ganz Tamil Nadu, das Tamil, das von 87 Prozent der Bevölkerung als Muttersprache gesprochen wird. 8 Prozent sprechen Telugu, 2 Prozent Urdu und jeweils 1 Prozent Hindi und Malayalam.